# Campionati europei di beach volley 2009
I Campionati europei di beach volley 2009 si sono svolti 16 al 19 settembre 2009 a Soči in Russia.

## Podi
| Evento                      | Oro                                          | Argento                               | Bronzo                              |
| Torneo maschile (dettagli)  | Paesi Bassi Reinder Nummerdor Richard Schuil | Austria Florian Gosch Alexander Horst | Spagna Pablo Herrera Adrián Gavira  |
| Torneo femminile (dettagli) | Lettonia Inguna Minusa Inese Jursone         | Germania Sara Goller Laura Ludwig     | Svizzera Simone Kuhn Nadine Zumkehr |

## Medagliere
| Posizione | Nazione     | Oro | Argento | Bronzo | Totale |
| --------- | ----------- | --- | ------- | ------ | ------ |
| 1         | Lettonia    | 1   | 0       | 0      | 1      |
| 1         | Paesi Bassi | 1   | 0       | 0      | 1      |
| 3         | Germania    | 0   | 1       | 0      | 1      |
| 3         | Austria     | 0   | 1       | 0      | 1      |
| 5         | Spagna      | 0   | 0       | 1      | 1      |
| 5         | Svizzera    | 0   | 0       | 1      | 1      |
| Totale    | Totale      | 2   | 2       | 2      | 6      |